# Arrondissement de Teltow-Fläming
L'arrondissement de Teltow-Fläming est un arrondissement  ("Landkreis" en allemand) du Brandebourg  (Allemagne).
Son chef lieu est Luckenwalde.

## Villes, communes & communautés d'administration
(nombre d'habitants en 2006)
| Villes ¹ Ville liée à un Amt 1. Baruth/Mark (4 388) 2. Dahme/Mark ¹ (5 678) 3. Jüterbog (13 075) 4. Luckenwalde (21 176) 5. Ludwigsfelde (24 371) 6. Trebbin (9 265) 7. Zossen (17 321) Communes non liées à un Amt 1. Am Mellensee (6 648) 2. Blankenfelde-Mahlow (24 907) 3. Großbeeren (7 146) 4. Niederer Fläming (3 507) 5. Niedergörsdorf (6 730) 6. Nuthe-Urstromtal (7 096) 7. Rangsdorf (9 745) | Amt et communes liées 1. Dahme/Mark (7 008) 1. Dahme/Mark, ville (5 678) 2. Dahmetal (528) 3. Ihlow (802) |